# 山本和利
山本 和利（やまもと わり、1954年 - ）は、日本の医師・医学者、松前町立松前病院事業管理者、札幌医科大学名誉教授。
静岡県西伊豆町出身。1972年沼津東高校卒業。1978年自治医科大学卒業、研修後、静岡県内の地域医療に7年間従事。1987年自治医科大学地域医療学教室助手。いくつかの総合病院内科医長を経て、91年自治医科大学総合医学第一講座講師。93年自治医科大学医学博士。1994年京都大学医学部総合診療部講師。カナダでEBMの教育法について学ぶ。1999年札幌医科大学地域医療総合医学講座教授。
2019年4月より町立松前病院の事業管理者。病院経営、研修医の指導のほか、同病院の常勤医として診療にも当たる。
糖尿病、臨床疫学・決断科学が専門。日本内科学会認定専門医、日本糖尿病学会研修指導医、プライマリ・ケア研修指導医。

## 著書
- 『医療における人間学の探究』ゆみる出版 1999
- 『図書館員のためのEBM入門 知っておきたい知識と技能』日本医学図書館協会 2001

### 編著
- 『脱専門化医療』編著 川畑秀伸, 宮田靖志,木村眞司共著 診断と治療社 2001
- 『EBMを飼いならす』編著 中外医学社 2002
- 『医学生からみる医学史』編著 札幌医科大学医学部2003年度1年生著 診断と治療社 2005

### 翻訳
- Philip D.Zieve『外来診療ハンドブック』福井次矢共監訳 医道の日本社 1998
- トリシャ・グリーンハル,ブライアン・ハーウィッツ編『ナラティブ・ベイスト・メディスン 臨床における物語りと対話』斎藤清二,岸本寛史共監訳 金剛出版 2001
- モイラ・スチュワート『患者中心の医療』監訳 診断と治療社 2002
- ロバート・C.スミス『エビデンスに基づいた患者中心の医療面接』監訳 診断と治療社 2003
- ユディト・ベル・ブラウン編『患者中心のケア ケースブック』監訳 診断と治療社 2004
- ジョン・ローナー『ナラティブ・ベイスト・プライマリケア 実践ガイド』監訳 診断と治療社 2005
- Patric C.Alguire, Dawn E.DeWitt, Linda E.Pinsky, Gary S.Ferenchick『あなたもできる外来教育 地域立脚型外来教育ガイドブック』監訳 宮田靖志訳 診断と治療社 2006
- Rita Charon『ナラティブ・メディスン 物語能力が医療を変える』斎藤清二,岸本寛史,宮田靖志共訳 医学書院 2011

## 論文
- ＜山本和利